# Siagonyx
Siagonyx es un  género de coleópteros adéfagos de la familia Carabidae.

## Especies
Comprende las siguientes especies:
- Siagonyx amplipennis Macleay, 1871
- Siagonyx blackburni Sloane, 1916
- Siagonyx mastersii Macleay, 1871